# 多數人暴政
多数人暴政（英語：tyranny of the majority），又称为多数暴力、群体暴政，是民主制度及“少數遵從多數”制度的一個本質上的缺點，用于批评由多数人作完全决定的制度，认为在该制度中将多数人的利益絕對置于少数人之上，使得少数丧失了受尊重權。一個重視人權的政府，會透過憲法作出權力制衡，以便在議會中應用權利法案，從而阻止出現「多數人暴政」，以免出現立法屠殺少數民族或族群之類的法案。
多数人暴政是用来质疑或反对民主制度及“少数服从多数”制度的而创造出来的一个政治词汇，一些政治学家将此原则与专制主义相提并论。也有论调认为，“多数人暴政”与“少数服从多数”制度还是有区别的。“少数服从多数”制度制定的规则相同适用于多数人和少数持异见者，但“多数人暴政”则对不同的人制定不同的规则及少數人的利益將永被犧牲。
在議會民主制度的國家，一般的議會設有「絕對多數制」，只要該政黨在議會取得多數（majority），一般控制議會多數的議席，該政黨便可以推動及通過一些具爭議性法案，甚至強行修改憲法，反對黨无法通過參政发挥影响力的时候，這某種程度上也会被少数派說成多数人暴力。
在议会制中，一般通过宪法和权利法案对议会进行限制，其目的就是减少这一问题。

## 历史
这一概念至少可以追溯到柏拉图的《理想国》；这一词语出自约翰·亚当斯《为美国政府体制辩护（第三卷）》（1788年），他强烈地表露对“多数暴政”的恐惧，断言“人民易行专横残暴，而且多数人永远并毫无例外地剥夺少数人的权利”。爱尔兰裔英国哲学家埃德蒙·伯克在《对法国大革命的反思》（1790年）一书中提出了类似的观点；法国思想家托克维尔在《论美国的民主》（1835年）一书中进一步阐述了这一观点，其将这种多数对于他们所掌握的最高权力的滥用，叫作“多数人的暴政”。他认为民主的缺陷就是多数人暴政问题：“民主政治的本质，在于多数对政府的统治是绝对的，因为在民主制度下，谁也对抗不了多数”。后经约翰·穆勒在《论自由》（1859年）一书中的引用得以广为人知。《联邦党人文集》特别是第十篇也频繁提到了这一概念，但换了一个说法，“多数派的暴行”。卢梭的公共意志信条在“多数人暴政”中达到了顶峰。他提出应当放弃个人的权利，无条件地服从公共意志。尼采很欣赏这一概念；他的《人性的，太人性的》（1879年）的第一卷续编的英译本中使用了这一译名。1994年，法學家拉妮·吉尼爾把他的《法律评论》文集命名为“多数人暴政”。

## 公共选择理论
公共选择理论独裁判定，在一个自由的地方，最令人关注的应当只允许是，多数人群体不可以“压迫”和“剥削”不同的少数人群体的利益，而少数人群应当享有天赋特权“获得”来自于多数人的利益。曼瑟尔·奥尔森在其著作《集體行動的邏輯》一书中对民主制度理论提出批评，他认为，处于弱势的少数人群体可以通过适当的组织起来，往往能比多数人群体更容易维护自身权益。奥尔森认为，当政治行动（如游说）的利益在少数代理人中传开，会有一个更强大的个人激励来促使他投身这一政治活动。小圈子集团，特别是那些能为符合该集团利益的积极参与者提供奖励的团体，可能因此而有能力主导或扭转政治进程，对这一进程的研究就是公共选择理论。

## 客观观点
客观主义哲学家艾茵·兰德认为团体是没有权利的。个人的权利可以或应当凌驾于团体，不应为加入或退出某个团体而妥协；个人权利原则是所有团体的唯一道德基础、高于所有的团体利益。她还提出，“个人权利”的说法是累赘的，而“集体权利”的说法则是矛盾的。个人权利不受公众投票的制约；多数人无权借投票的方式否决少数人的权利；权利的作用就是保护少数人免受多数人的压迫，而个人正是“最少的少数人”，其行为不得受到民主制度的迫害。